# 北福克 (內華達州)
北福克（英語：North Fork）是位於美國內華達州埃爾科縣的非建制地區。

## 歷史
北福克的郵局於1889年設立，其後於1944年停運。

## 地理
北福克所處的海拔為高於海平面1867米（即6126英呎），而該地所採用的時區為UTC-8，即太平洋时区（PST）。同時該地設有夏令時間，為UTC-8調快一小時，即UTC-7（PDT）。